# Йосиф (Жук)
Йосиф Жук (англ. Joseph A. Žuk; 24 грудня 1872, Підкамінь, Королівство Галичини та Володимирії — 23 лютого 1934, Сент-Пітерсбург, Флорида, США) — засновник і перший предстоятель Української православної церкви в Америці, яка на момент його смерті була неканонічною, але в 1936 році прийнята до юрисдикції Константинопольського патріархату.

## Походження та навчання
Йосиф Жук народився 24 грудня 1872 року в селі Підкамінь (нині Львівська область) у греко-католицькій родині.
Закінчив Духовну семінарію в Станиславові, навчався у 1895—1897 роках Львівській греко-католицькій семінарії, потім в єзуїтській колегії Канізіянум в Інсбруці.

## Служіння у греко-католицтві
У 1899 році, ставши єпископом, Андрей Шептицький взяв Йосифа Жука до себе секретарем і висвятив його на священника; це була перша хіротонія, здійснена Шептицьким.
У 1904 році Йосиф Жук захистив докторську дисертацію у богословській колегії «Канізіянум» (Австро-Угорщина).
Після того як Андрей Шептицький став главою УГКЦ, він призначив Йосифа ректором Львівської греко-католицької семінарії.
Потім він був зведений у сан митрата і призначений генеральним вікарієм архієпископа Сараєвського Йосипа Штадлера. Йосиф Жук прибув до Сараєво 1 жовтня 1910 року. Генеральним вікарієм пробув до 1 травня 1913 року, потім був призначений священником в церкві святої Варвари у Відні.
У 1924 році переїхав до Канади. Служив на різних парафіях.

## Перехід до православ'я
Прагнення Ватикану латинизувати американських греко-католиків привело його у 1928 році до рішення перейти до православ'я. У 1929 році, американські греко-католики, що сумнівалися у канонічності Іоанна Теодоровича і конфліктували з єпископом Костянтином Богачевським, провели нараду в Аллентауні (штат Пенсильванія). Разом вони вирішили створити Українську православну єпархію. Духовно її почав опікати сирійський єпископ Афтіміос Офейш — лідер однієї з невизнаних американських юрисдикцій.
У 1931 році учасники наради українських греко-католицьких парафій у Північній Америці обрали священника Йосифа Жука кандидатом на єпископське рукоположення. Разом з тим, Йосиф Жук та духовенство, що його підтримувало, не бажали переходити в підпорядкування Іоанна Теодоровича, який не мав апостольського спадкоємства.
Єпископ Вінніпегський Арсеній (Чаговцов) писав у листі єпископу Леонтію (Туркевичу) 24 жовтня 1931 року:
|  | Усюди і в Америці і в Канаді організовують якісь нові православні церкви з Жуками та іншими, а ми, Православні, мовчимо і спостерігаємо, як наші вівці разбрідаются чужими огорожами. Чому нам не увійти в угоду з усіма православними єпископами, тут греки, серби, болгари, сиро-араби і не поговорити на Соборі про заходи та засоби до збереження споконвічного (Початкового, стародавнього) Православ'я. Я боюся вмирати, залишаючи Церкву в такому хаосі. |

### Створення Української православної церкви в Америці
25 вересня 1932 року Йосиф Жук був висвячений на єпископа Нью-Йоркського. Хіротонію звершили архієпископ і Примас Американської православної католицької церкви Євфимій (Офеш), єпископ Лос-Анджелеський Софроній (Бишара), єпископ Монреальський Еммануїл (Абу-Хатаб) (Північно-Американська митрополія) та сирійський єпископ Афтіміос Офейш. Після цього до Йосифа Жука приєдналися впливові українські священники Теодоровича. Згодом Афтіміос одружився з молодою сирійською протестанткою й УПЦ в Америці очолив Йосиф Жук. Між двома українськими Церквами в США почалася запекла боротьба за вплив на громаду.
Окормляв до того часу приблизно півдюжини українських парафій АПКЦ. Після розпаду АПКЦ в 1933 році Йосиф Жук створив Українську православну церкву Америки.
9 листопада 1933 року він оголосив, що в підпорядкованих йому парафіях у неділю 26 листопада відбудеться день жалоби. В цей день у парафіях здійснять «панахиду за душі нещасних наших братів і сестер, що померли страшною голодовою смертю на Великій Україні, за всіх тих, що в тюрмах чрезвичайки, на Соловецьких островах, на Сибіру, далеко від Рідної Землі сконали».
Також Йосиф Жук почав переговори з Константинопольським патріархатом аби врегулювати свою канонічність.

## Смерть
Але Йосиф Жук не встиг це завершити. Він загинув від рук радянських спецслужб 23 лютого 1934 року в Сент-Пітерсбурзі, штат Флорида.
Похований Йосиф Жук поблизу церкви на кладовищі міста Перт Амбою. На його похороні був присутній Архієпископ Американський Афінагор І (Спіру). Він сприяв переходу жуківців під омофор Константинополя. Як стверджує О. Хомчук, «від того часу ця Церква стала грати роль одинокої канонічної УПЦ проти неканонічної УАПЦ».
У 1936 році українські парафії, які духовно окормляв Йосиф Жук, увійшли до юрисдикції Константинопольського патріархату.

## Нагороди
- Орден Залізної Корони ІІІ ступеня (1914)[11],